# Pád střechy supermarketu v Rize

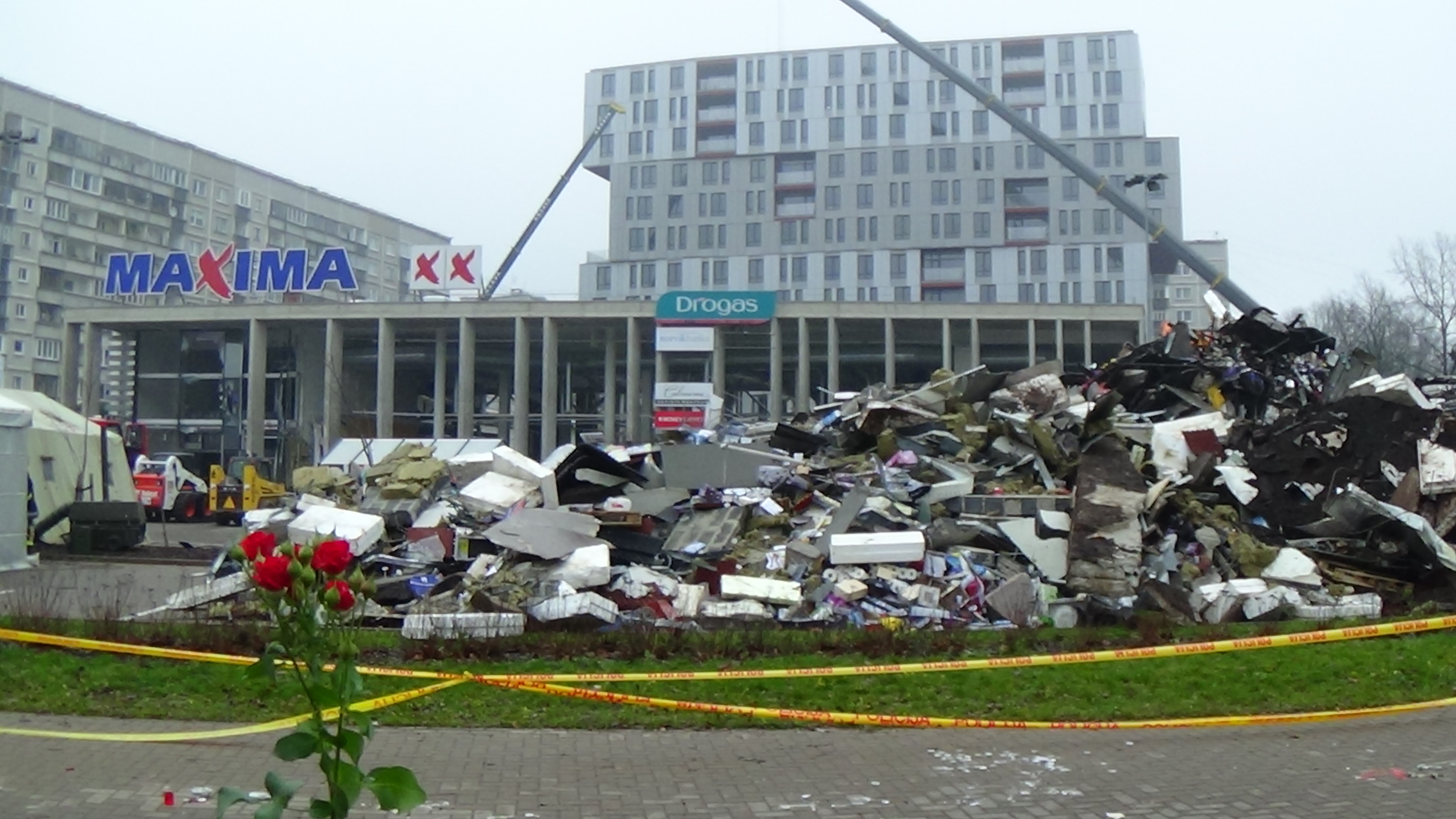
Pád střechy supermarketu v lotyšském hlavním městě Riga

Pád střechy supermarketu Maxima v Rize byla katastrofa, k níž došlo 21. listopadu 2013 v 17:41 místního času v hlavním městě Lotyšska.
Při neštěstí zahynulo 54 lidí, včetně tří hasičů, dalších 39 bylo zraněno a potřebovalo lékařskou pomoc. Byla to nejhorší katastrofa v Lotyšsku od roku 1950, kdy se v Rize potopil parník Majakovskij, což mělo za následek smrt 147 lidí.
Stavba supermarketu byla dokončena 3. listopadu 2011. Jeho plocha byla 4 750 m² a náklady na výstavbu činily asi 1,4 milion €. Budova získala ocenění Stavba roku. Jen několik měsíců po otevření vypukl v supermarketu požár, při kterém nebyl nikdo zraněn.
Střecha supermarketu se propadla v 17:41 místního času. Podle očitých svědků se zhroutila střecha u pokladen, kde mnoho lidí čekalo na zaplacení. Mezi oběťmi jsou i tři hasiči. Zahynuli po pádu jiné části střechy v době, kdy pátrali po obětech. Záchranáři odhadli, že se zřítilo asi 500 metrů čtverečních střechy, která zničila velké části obvodových zdí obchodu a celé průčelí.
Příčina neštěstí zatím není známa. V době kolapsu střechy připravovali na střeše supermarketu dělníci zimní zahradu a zřejmě použili příliš velké množství zeminy. Kvůli události 27. listopadu 2013 podal demisi lotyšský premiér Valdis Dombrovskis.